# エドワード・ハーレー (第2代オックスフォード＝モーティマー伯爵)

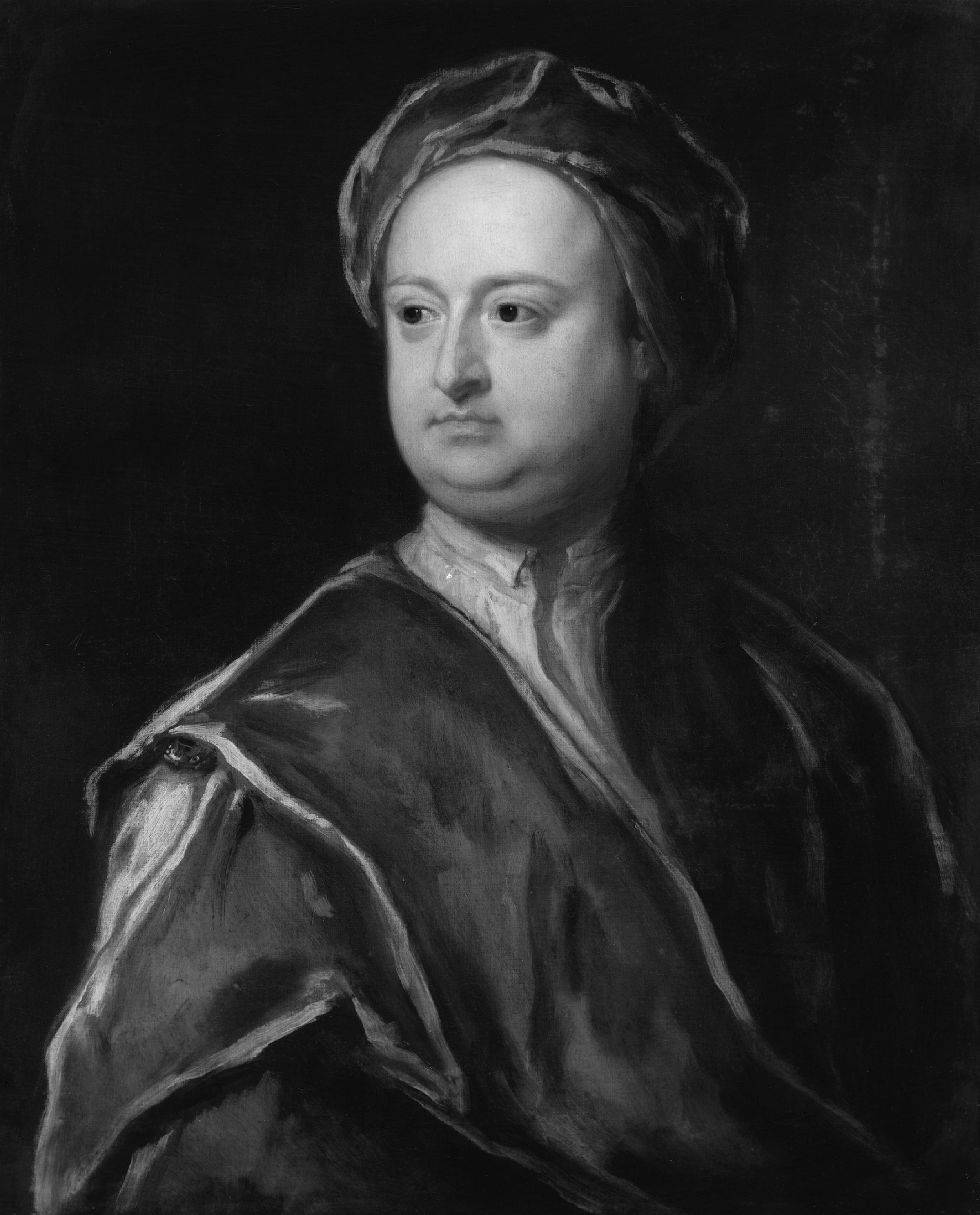
ジョナサン・リチャードソンによる肖像画

第2代オックスフォード＝モーティマー伯爵エドワード・ハーレー（英語: Edward Harley, 2nd Earl of Oxford and Earl Mortimer FRS、1689年6月2日 – 1741年6月16日）は、グレートブリテン王国の貴族、政治家。1711年から1724年までハーレー卿の儀礼称号を使用した。

## 生涯
初代オックスフォード＝モーティマー伯爵ロバート・ハーレーと1人目の妻エリザベス・フォーリー（Elizabeth Foley）の息子として、1689年6月2日に生まれた。幼年期をブランプトン・ブライアンで過ごし、宗教的な家庭で育った。1705年頃から1707年までウェストミンスター・スクールで教育を受けた後、1707年10月30日にオックスフォード大学クライスト・チャーチに入学、1712年1月2日にM.A.の学位を、1730年6月4日にD.C.L.の学位を修得した。
1710年イギリス総選挙で議席を得られなかったものの、翌1711年のラドナー選挙区の補欠選挙で当選、議会で父の政策を支持した。しかし、1715年イギリス総選挙で落選、さらに父が長い弾劾裁判にかけられて影響力を失った。1722年イギリス総選挙でケンブリッジシャー選挙区で当選して議員に返り咲いたものの、以降も影響力を発揮することなく、1722年から1724年まで庶民院で発言や投票した記録がなかったという。
1724年5月21日に父が死去すると、オックスフォード＝モーティマー伯爵の爵位を継承した。以降は貴族院に移籍、1741年にはロバート・ウォルポールの罷免動議に反対票を投じた。
1727年11月23日、王立協会フェローに選出された。また、1739年に創設された捨子養育院の初代総裁の1人だった。
1741年6月16日に死去、25日に埋葬された。存命中に収集した書籍、硬貨、絵画などは売却され、書簡は1万ポンドで大英博物館に売却された。

## 人物
文人との交流を好み、アレキサンダー・ポープ、ジョナサン・スウィフト、マシュー・プライアーの友人だった。ポープとは1721年から1739年まで文通を交わし、プライアーはウィンポールにあるハーレーの邸宅で死去した。
コーンベリー子爵は1735年にジェームズ老僭王に対し、第2代オックスフォード＝モーティマー伯爵を「定まっておらず、人気のあることをするようにみせかけることを好む」（pretty unfixed, fond of seeming to do what is popular）と述べ、英国人名事典は「無能というよりは怠惰」が原因となって、政務に関わらず社会に関心を持たなかったと評した。

## 家族
1713年8月31日、ヘンリエッタ・キャヴェンディッシュ・ホールズ（1694年 – 1755年、初代ニューカッスル公爵ジョン・ホールズの娘）と結婚、1男1女を儲けた。
- マーガレット（英語版）（1715年 – 1785年） - 1734年6月11日、第2代ポートランド公爵ウィリアム・ベンティンクと結婚[7]
- ヘンリー・キャヴェンディッシュ（1725年10月18日 – 1725年10月22日） - 夭折

ヘンリエッタとの結婚で50万ポンドの持参金を得たにもかかわらず、借金がかさみ1740年にウィンポールを売却せざるを得なかった（初代ハードウィック伯爵フィリップ・ヨークが86,740ポンドで購入した）。

## 関連図書
- "Harley, Edward, second earl of Oxford and Mortimer". Oxford Dictionary of National Biography (英語) (online ed.). Oxford University Press. doi:10.1093/ref:odnb/12337。 (要購読、またはイギリス公立図書館への会員加入。)

| グレートブリテン議会                                                       | グレートブリテン議会                                                                                  | グレートブリテン議会                                               |
| -------------------------------------------------------------------------- | --- | ------------------------------------------------------------------ |
| 先代 ロバート・ハーレー                                                    | 庶民院議員（ラドナー選挙区選出） 1711年 – 1715年                                                      | 次代 トマス・ルイス                                                |
| 先代 サー・フランシス・ウィッチコート準男爵 サー・ロバート・クラーク準男爵 | 庶民院議員（ケンブリッジシャー選挙区選出 1722年 – 1724年 同職：サー・ジョン・ハインド・コットン準男爵 | 次代 サー・ジョン・ハインド・コットン準男爵 サミュエル・シェパード |
| グレートブリテンの爵位                                                     | |                                                                    |
| 先代 ロバート・ハーレー                                                    | オックスフォード＝モーティマー伯爵 1724年 – 1741年                                                    | 次代 エドワード・ハーレー                                          |